# 걸프스트림 V

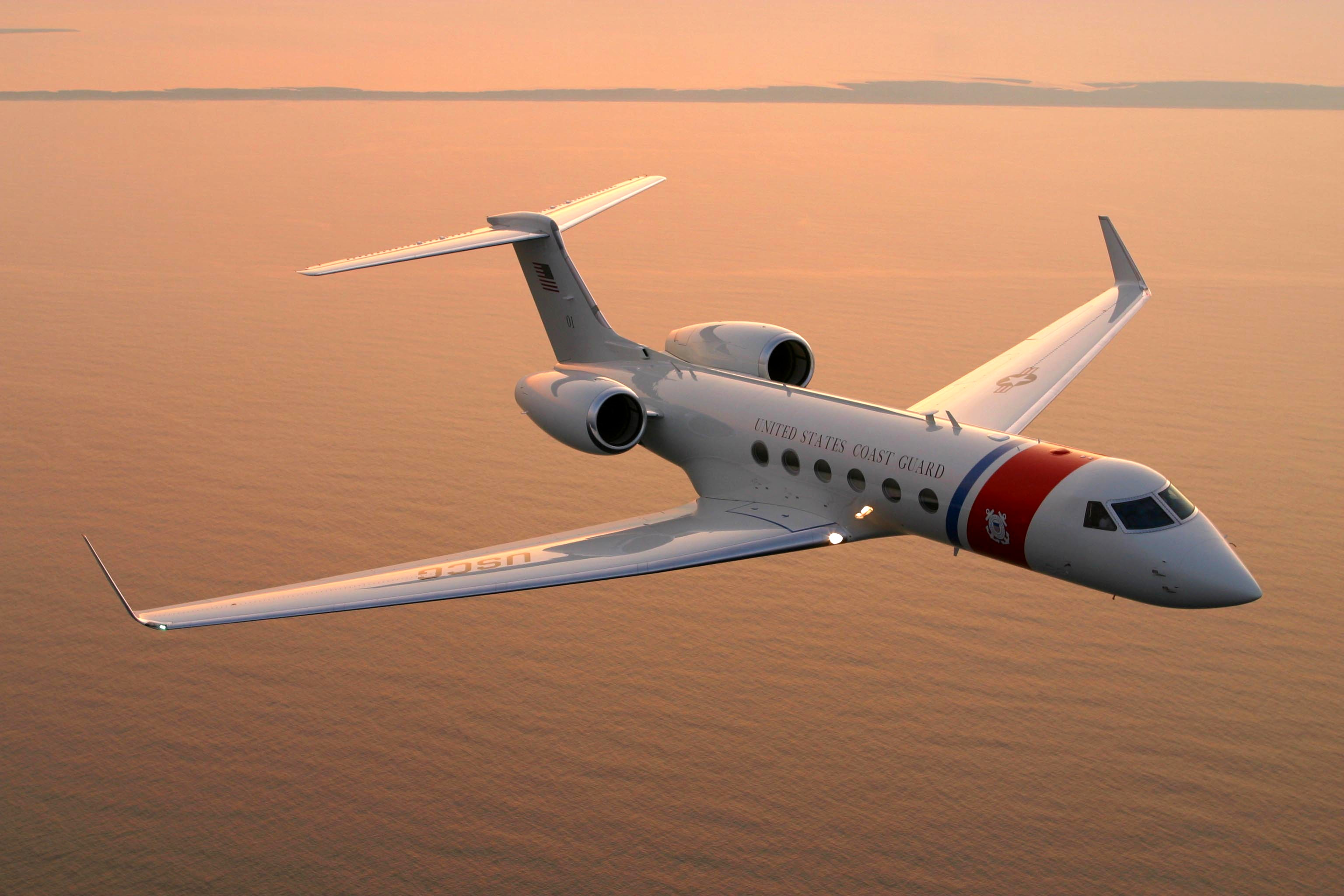
미국 해안경비대 C-37A

걸프스트림 V은 미국 걸프스트림 항공우주가 제작한 비즈니스 제트기이다.

## 역사
41톤 봄바디어 글로벌 익스프레스에 경쟁하기 위해 41톤 걸프스트림 V를 개발했다. 1995년 초도비행, 1997년부터 판매했다. 1998년 가격은 3600만 달러(400억원)이다.
1940년대 미국 대통령 전용기, 1960년대 박정희 대통령 전용기는 프로펠러 엔진 4개의 33톤 더글러스 C-54 스카이마스터였다. 오늘날 쌍발 제트 엔진의 41톤 걸프스트림 V와 비슷한 크기였다. 걸프스트림 V는 CIA 국장, FBI 국장 전용기로 사용중이다. 미국 영화에 CIA 부국장이 수시로 전세계 각국을 방문해 현지 정보작전을 지휘하는데 사용하는 CIA 전용기로 등장한다.

## 같이 보기
- 봄바디어 글로벌 익스프레스 - 41톤
- 걸프스트림 G650 - 45톤